# Castirla
Castirla est une commune française située dans la circonscription départementale de la Haute-Corse et le territoire de la collectivité de Corse. Le village appartient à la piève de Talcini.

## Géographie

### Situation
Castirla est une commune de montagne qui se situe à une quinzaine de kilomètres au nord de Corte. Elle appartient à la microrégion du Talcini et se trouve aux portes du Niolo, accessible par la Scala di Santa Regina.
Elle est limitrophe du parc naturel régional de Corse auquel elle n'a pas adhéré. Curieusement la commune constitue presque une enclave.
Communes limitrophes

### Géologie et relief
Castirla repose sur un socle granitique, celui de la « Corse occidentale cristalline » anté-hercynienne et hercynienne située à l'ouest de l'île, comprenant des formations géologiques qui vont du protérozoïque au permien, constituée pour l'essentiel de roches plutoniques (granites alcalins). Elle se trouve en bordure de la dépression centrale de l'île, une ligne qui la coupe du nord-ouest au sud-est, depuis l'Ostriconi jusqu'à Solenzara et qui sépare la « Corse granitique » à l'ouest des reliefs orientaux ou « Corse schisteuse ou alpine » au nord-est.
Son territoire s'étend d'une chaîne montagneuse dont les plus hauts sommets situés au sud sont Monte Agutu (1 641 m) et Pinerole (1 951 m) tous deux sur Corscia. Il est traversé au nord par le Golo descendant du Niolo par le remarquable défilé de la Scala di Santa Regina.

### Hydrographie

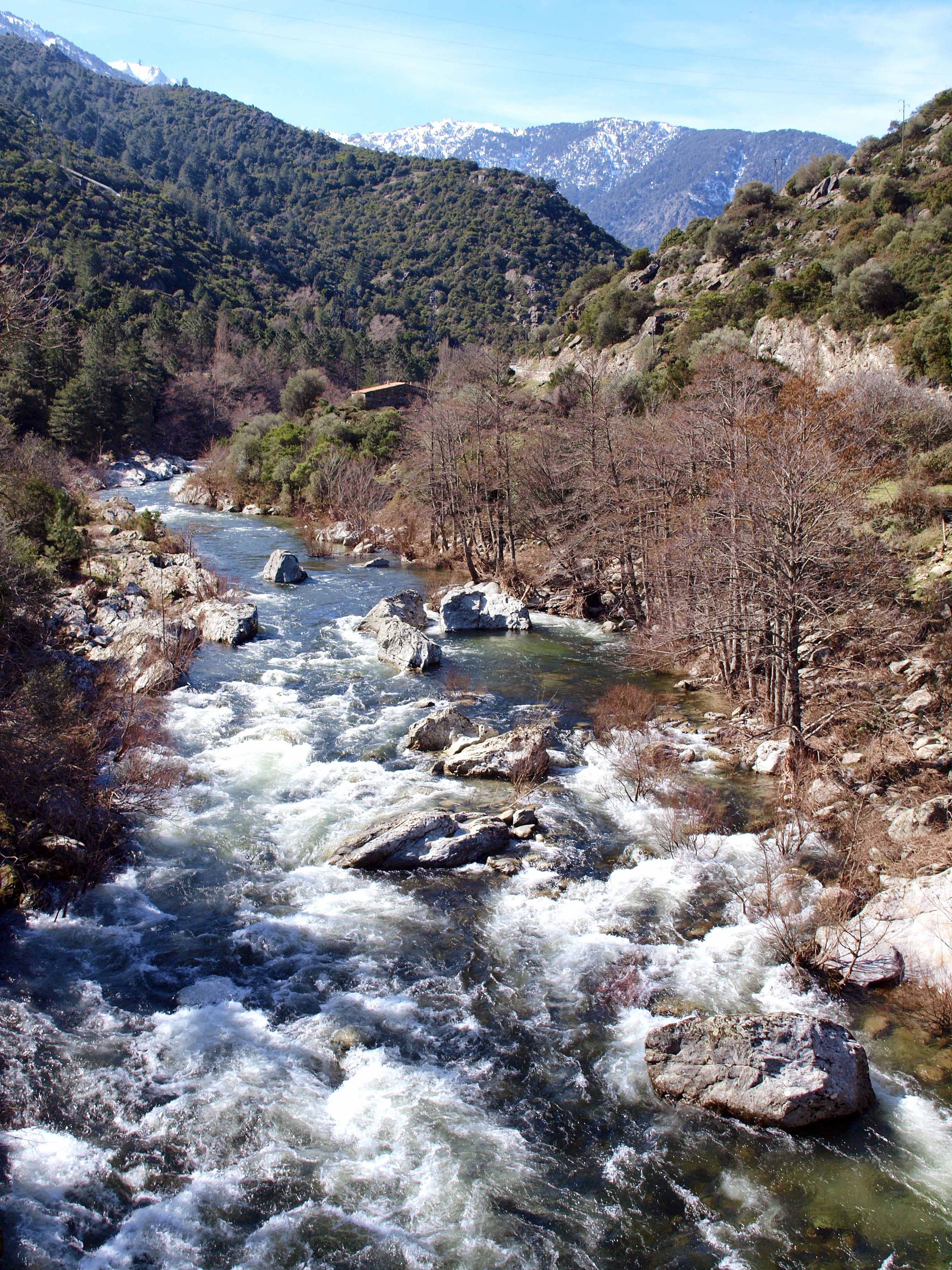
Le Golo en amont du pont du Diable.

Commune de montagne, Castirla dispose d'un réseau hydrographique dense. Le Golo est le principal cours d'eau ; il traverse la partie septentrionale de la commune, dans un axe orienté SO-NE, et sépare Castirla d'Omessa sur la fin de sa traversée. Il est alimenté par de nombreux petits cours d'eau : le ruisseau de Petra Laccia (rd), long de 4,8 m, lui-même alimenté par le ruisseau de Sorbete et le ruisseau de Salgina, le ruisseau de Bornalinco (rg) (confluence à Ponte Castirla), le ruisseau de Pedicinque (rd) enjambé par le pont génois de Querceto, et le ruisseau de l'Oia (rg) au sortir de la commune.
Peu avant Ponte Castirla, sur la rive droite du Golo est installée la centrale électrique de Castirla.

### Climat et végétation

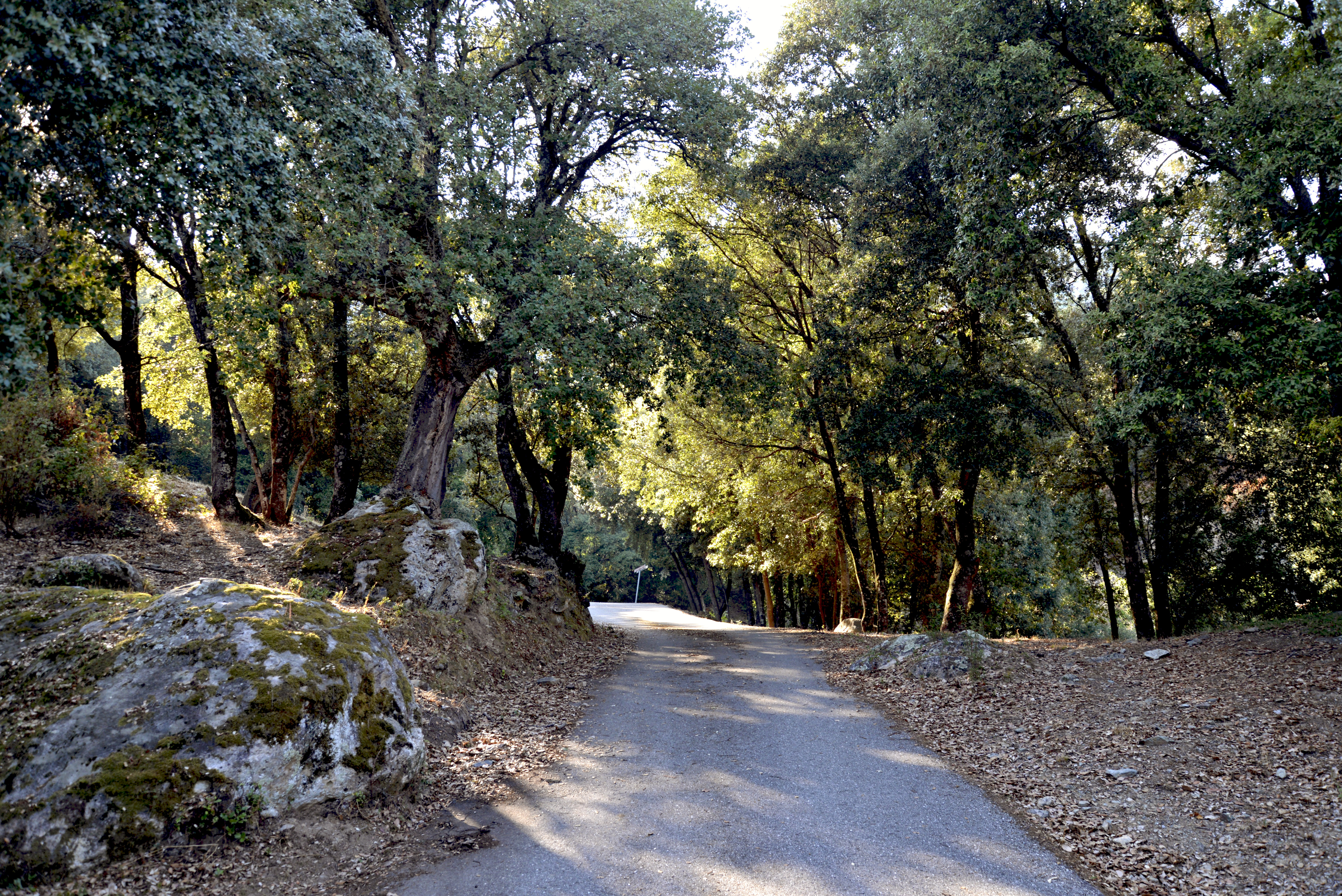
Dans la chênaie sous le village.

Castirla se trouve au carrefour de zones dépressionnaires centrales de l'île : bassin du Cortenais, cuvette de Ponte-Leccia et cuvette du Niolo. Le climat méditerranéen y est tempéré ; toutefois les étés sont plus chauds et les hivers plus froids que sur le littoral. Le village est construit à 500 m sur le flanc oriental d"une ligne de crête d'une altitude d'environ 900 m, à l'adret du vallon du ruisseau de Pedicinque. Il bénéficie d'un bon ensoleillement et est protégé des forts vents d'ouest soufflant fréquemment sur l'île. En été, les nuits y sont aussi plus fraîches en raison du pouvoir rafraîchissant de la montagne.
La végétation montre bien la rudesse du climat. La couverture forestière n'y est pas homogène, morcelée en différentes unités. Les peuplements forestiers sont composés de différentes essences.
Le territoire se divise en trois étages aux manteaux végétaux différents : 
- étage mésoméditerranéen (de 100 à 1 000 m d’altitude aux adrets, de 0 à 700 m aux ubacs), couvert par le chêne vert, mais aussi par le chêne liège et le pin maritime (adret), le chêne pubescent (ubac), le châtaignier et le maquis, soit le secteur oriental communal ;
- étage montagnard (de 1 000 à 1 600 m aux ubacs et de 1300 à 1 800 m aux adrets), présence du pin laricio, soit le secteur occidental, dans le prolongement de la forêt communal de Corscia ;
- étage subalpin (de 1 600 à 2 100 m aux ubacs), soit l'extrême sud de la commune où culmine le Pinerole (1 951 m), présence de l’aulne odorant au milieu de roches nues.

### Voies de communication et transports

#### Accès routiers

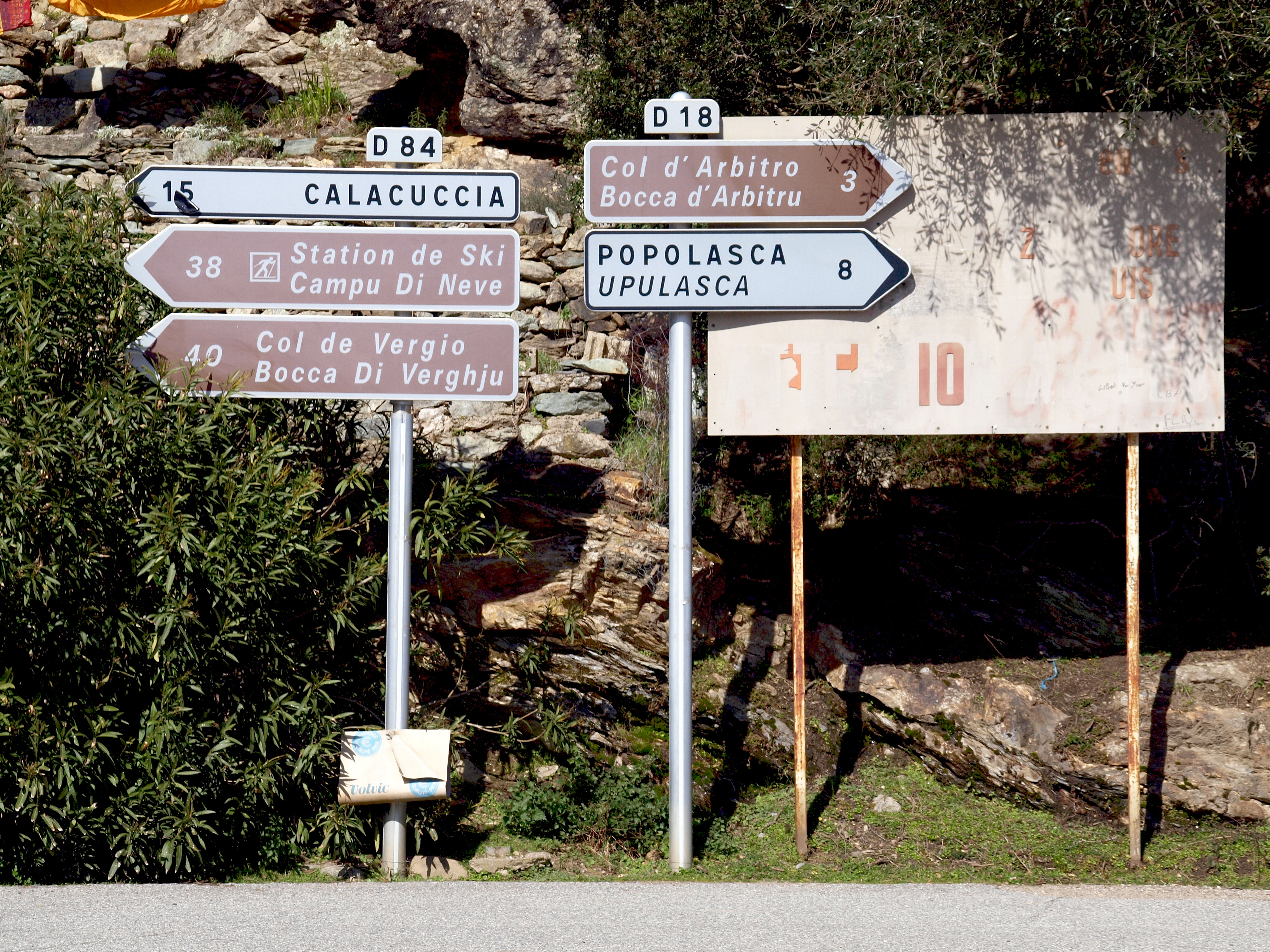
Panneaux routiers au carrefour du Ponte Castirla.

##### Route D 18
Le village de Castirla est traversé par la route D 18 qui relie la route territoriale 20 du lieu-dit Taverna à la ville de Corte, via Piedigriggio et Popolasca.

##### Route D 84
Castirla est la porte d'accès orientale au Niolo, la porte occidentale étant Évisa. La D 84, ex route forestière no 9, est la seule voie existante donnant accès au Niolo. Cette route départementale relie la T20 depuis Francardo au centre de l'île, à Porto sur le littoral occidental, en passant par le défilé de la Scala di Santa Regina et le col de Vergio.
C'est en 1853 que sont entrepris par l'État, les travaux de la route forestière no 9 de Porto à Francardo, pour la désenclaver et faciliter la communication du canton de Calacuccia (ex-piève de Niolo) à l'intérieur de l'île avec les zones littorales. Les travaux entrepris sont considérés comme terminés en 1896. Longue de 80 km, elle part de la tour à Porto, traverse Évisa, la forêt d'Aïtone, Calacuccia, la Scala di Santa Regina, le pont de Castirla sur le Golo et arrive à Francardo sur l'ex-RN 193 Ajaccio-Bastia devenue RT 20 depuis 2014. Souvent il fallait commencer par établir des voies muletières pour accéder aux lieux de passage projetés. Sa construction a nécessité la réalisation de très nombreux parapets, la reconstruction de trois ponts, le déroctage de plusieurs kilomètres et la dotation de plusieurs maisons cantonnières.
Les routes D 18 et D 84 se croisent perpendiculairement au hameau de Ponte Castirla (Pont de Castirla) où se situe un pont génois à trois arches sur le Golo surnommé comme tant d'autres Pont du Diable.

#### Transports
La gare la plus proche de Castirla par la route est la gare de Francardo (Omessa), distante de 9 km. Quant à la gare de Corte, elle se situe à 10 km. La commune n'est pas traversée par la ligne des chemins de fer de la Corse qui dessert le village voisin de Soveria proche de 2 km (distance orthodromique), mais dont la gare est distante de 14 km par la D 84 et de 15 km par la D 18.
La commune est éloignée des infrastructures portuaires et aéroportuaires. Le village est distant, par la route, de :
- 48 km de l'aéroport de Bastia Poretta,
- 81 km de l'aéroport de Calvi-Sainte-Catherine,
- 86 km de l'aéroport d'Ajaccio-Napoléon-Bonaparte,
- 58 km du port de commerce de L'Île-Rousse,
- 64 km du port de commerce de Bastia,
- 86 km du port de commerce d'Ajaccio.

## Urbanisme

### Typologie
Au 1er janvier 2024, Castirla est catégorisée commune rurale à habitat dispersé, selon la nouvelle grille communale de densité à sept niveaux définie par l'Insee en 2022.
Elle est située hors unité urbaine. Par ailleurs la commune fait partie de l'aire d'attraction de Corte, dont elle est une commune de la couronne,. Cette aire, qui regroupe 34 communes, est catégorisée dans les aires de moins de 50 000 habitants,.

### Occupation des sols
L'occupation des sols de la commune, telle qu'elle ressort de la base de données européenne d’occupation biophysique des sols Corine Land Cover (CLC), est marquée par l'importance des forêts et milieux semi-naturels (95,2 % en 2018), une proportion sensiblement équivalente à celle de 1990 (95,5 %). La répartition détaillée en 2018 est la suivante : 
forêts (38,2 %), milieux à végétation arbustive et/ou herbacée (34,1 %), espaces ouverts, sans ou avec peu de végétation (22,9 %), zones agricoles hétérogènes (4,8 %). L'évolution de l’occupation des sols de la commune et de ses infrastructures peut être observée sur les différentes représentations cartographiques du territoire : la carte de Cassini (XVIIIe siècle), la carte d'état-major (1820-1866) et les cartes ou photos aériennes de l'IGN pour la période actuelle (1950 à aujourd'hui).

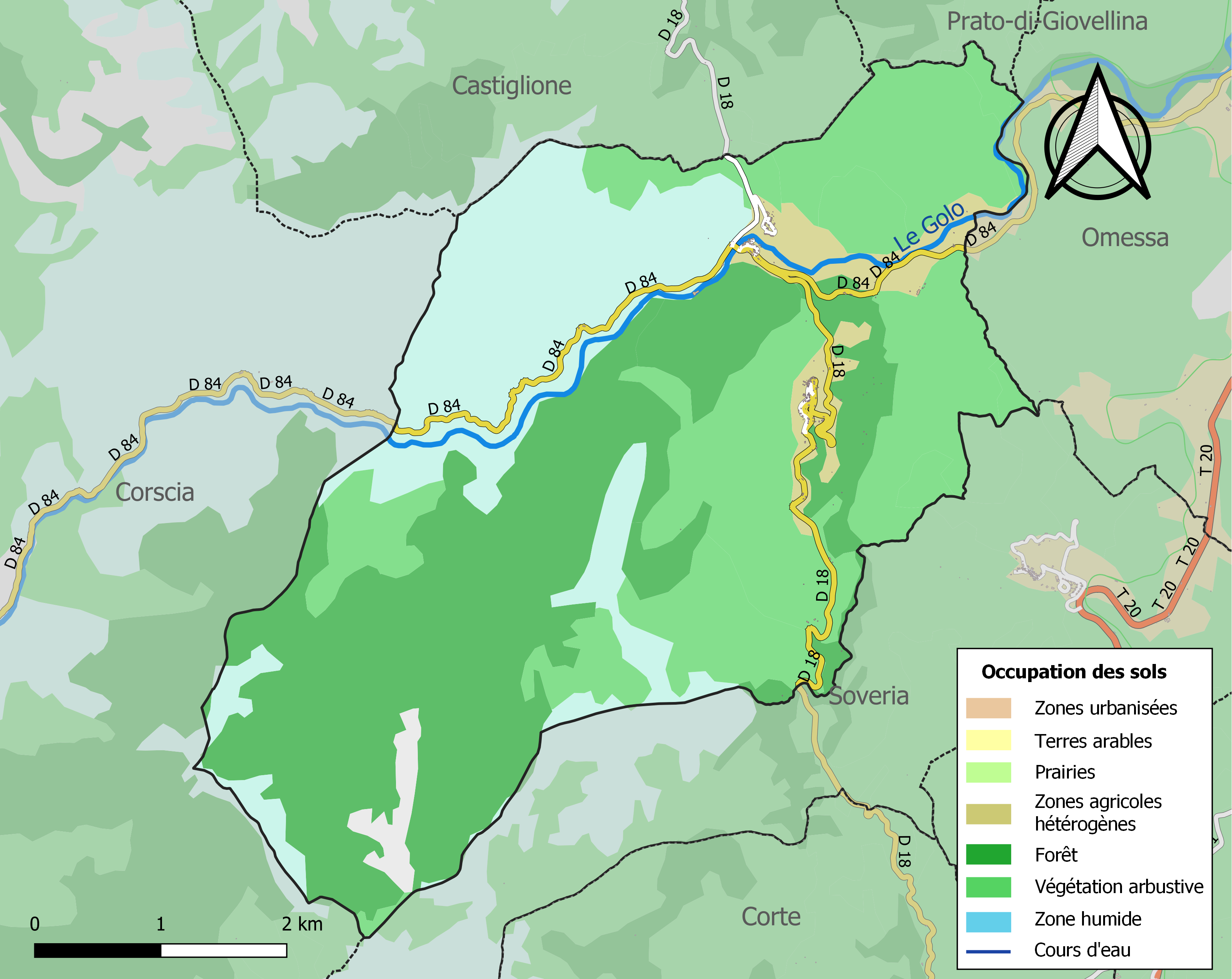
Carte des infrastructures et de l'occupation des sols de la commune en 2018 (CLC).

### Castirla village

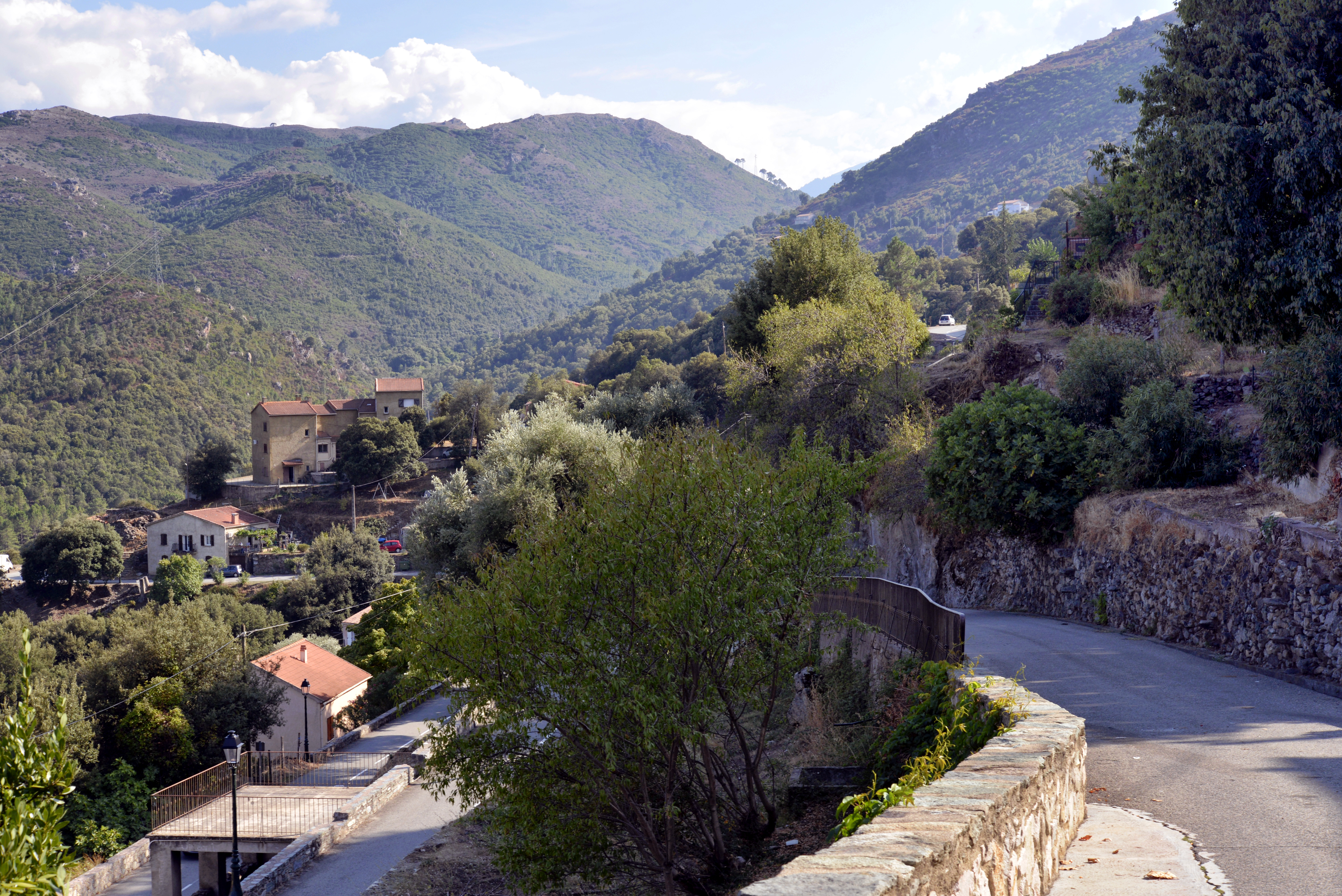
Licceto.

Dominé par l'église paroissiale de l'Annonciation, le village se présente avec des constructions étagées à flanc d'une ligne de crête atteignant au plus haut 908 mètres (Piano di a Serra), à une altitude moyenne de 450 mètres. Le bâti comporte de nombreuses vieilles maisons ; beaucoup sont restaurées et de nouvelles ont vu le jour. Au sud, à moins de 300 m du village, se situe le quartier de Licceto.

### Ponte Castirla

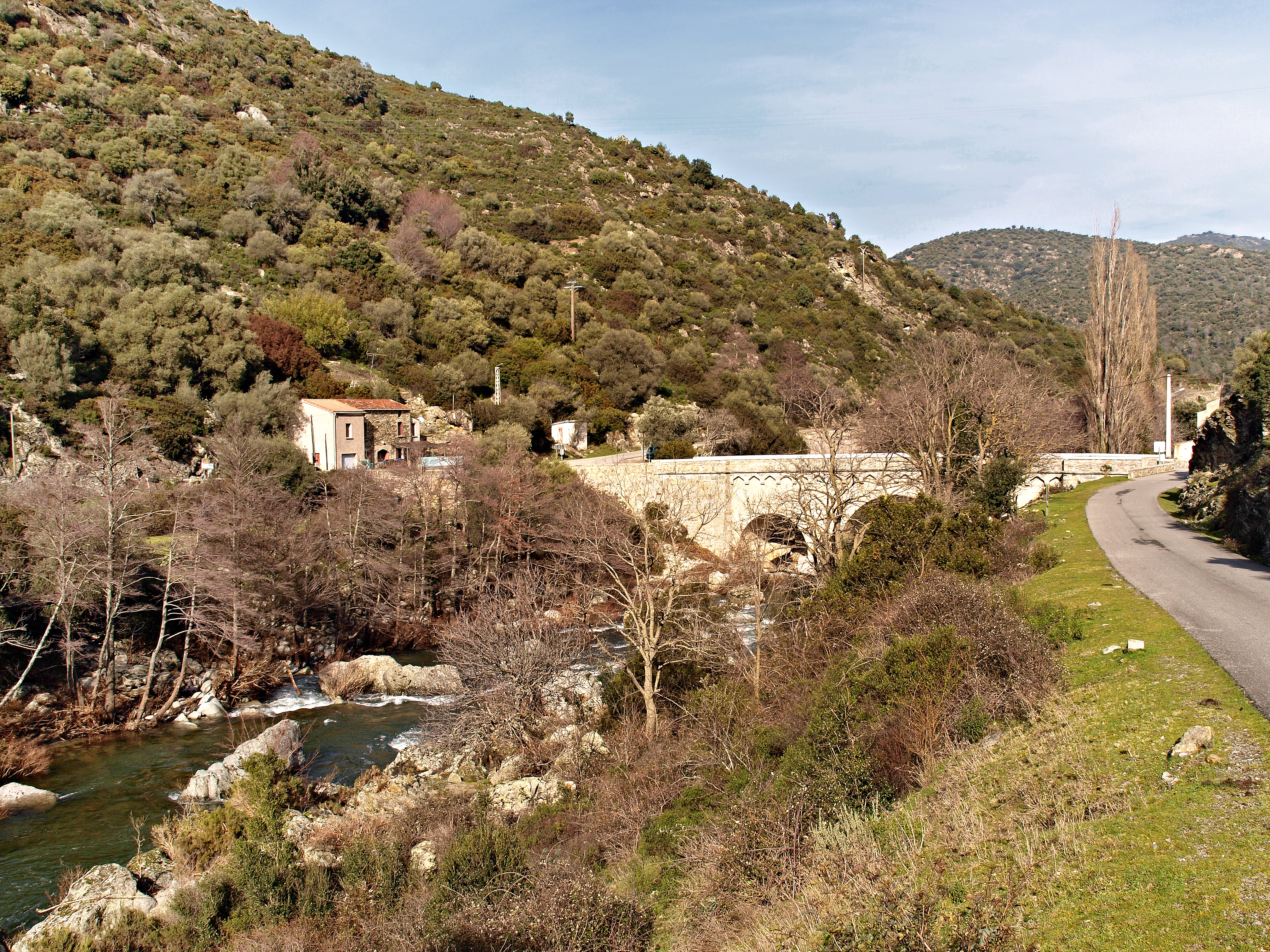
Ponte-Castirla.

Le hameau de Ponte Castirla s'est développé à l'ouest du pont du Diable, pont construit au XVe siècle du temps des Génois sur le sentier de la transhumance, pour franchir le Golo et avoir accès à la fois au Niolo et au Giussani. Il se situe à l'amorce de la plaine de Castirla, sur la route donnant accès à la route territoriale 20 à Francardo, dans la vallée du Golo. Ponte Castirla se trouve à la jonction des routes D 84 et D 18 menant respectivement à Calacuccia (15 km) et à Popolasca (8 km). S'y trouve une chapelle du XXe siècle.
À environ 500 m en amont du pont, se situe la centrale électrique de Castirla.

## Toponymie
Castirla était probablement un oppidum de la pieve de Talcini, selon Xavier Poli.

« L'expression oppidum s'applique, comme l'indique Festus, à des postes retranchés, en rapport comme défense avec la configuration du terrain et les moyens d'attaque dont pouvaient disposer les indigènes. Ces postes défensifs tout spéciaux étaient aussi désignés sons le nom de Castellio et de Castellum. L'oppidum et le castellum évoquent généralement l'idée d'une hauteur ; le castellio est presque toujours sur un cours d'eau. »

— Xavier Poli in État de la Corse romaine - La Corse dans l'Antiquité et le Haut Moyen Âge p. 111.

## Histoire

### Antiquité
Selon le cartographe grec Ptolémée, au début de notre ère existait Talcinum oppidum, dans un territoire alors habité par le peuple des Licnini. 

« La pieve de Talcini comprenait les paroisses d'Omessa, de Corte, de Tralonca, de Fogata-de-Marcorio et de Castellare. Le nom de Ste Lucie s'est accouplé au nom antique de Marcorio qui, après le XIIe siècle, est devenu Mercurio, par corruption. Oppida probables : Castellaccie, (Corte) ; Castellare de Mercurio et Castirla. »

— Xavier Poli in La Corse dans l'Antiquité et le Haut Moyen Âge - Librairie Albert Fontemoing 1907 p. 117.
Les Licnini occupaient le bassin moyen du Golo. Maîtres des pays de Casacconi et d'Ampugnani, ils ont dû être refoulés vers la montagne, peuplant les cantons de Caccia et du Niolo.

### Moyen Âge
Au Haut Moyen Âge tous les pays situés sur les deux rives du Golo obéissaient aux Amondaschi. Leur chef Amondino Nasica se rendit maître de presque toute l'île. Dans le « Deçà des monts », il se rendit maître des pièves de Venaco et de Talcini. Mais les gentilshommes de Tralonca se révoltèrent encore contre eux à Talcini et leur enlevèrent les chapelles de cette piève.
Truffetta de Covasina alla à son tour attaquer à Talcini les Amondaschi. Avec l'aide d'autres familles, il s'empara de Corte qu'il fortifia. « Mais à la fin il ne put conserver de toutes ses conquêtes que la susdite terre de Corte qu'il donna à son neveu Aldobrando, lequel fut la souche des gentilshommes Cortinesi ».
En 1018 les marquis de Massa arrivent en Corse, se rendent maîtres de tout le territoire et soumettent à leur autorité les Amondaschi, les Pinaschi, les Cortinchi et enfin l'île tout entière.

### Temps modernes
Au début du XVIe siècle, Castirla faisait partie de la piève de Rogna qui, vers 1520, était composée des communautés de Vivario (li Gati, le Murachiole, Arche), Herbajolo, la Valle di Sera, la Fosigia, la Lamella, Altiani, lo Petragio, lo Pè di la Corte, lo Lunello, Porra, lo Piano Buono, la Petra Serena, Santa Maria de Talsini, Corte, Omessa, Santa Lutia, Tralunca, lo Soarello, Castirla. La Rogna comptait alors environ 4 250 habitants.
Au début du XVIIIe siècle, l’abbé Francesco Maria Accinelli à qui Gênes avait demandé une estimation des populations de Corse, avait rédigé un texte manuscrit en langue italienne à partir des registres des paroisses. Il avait écrit : « Pieve di Tralcini : Corte 1504. Castirla 156. Soveria 188. Tralonca 194. Ommessa 319. S.Lucia 329 ».
- 1768 - Le 15 mai, la république de Gênes cède provisoirement, à la France, ses droits sur la Corse. L'île passe sous administration militaire française. La pieve de Talcini prend le nom de Golo.
- 1789 - La Corse appartient au royaume de France. Castirla se trouve dans la juridiction royale de Corte.
- 1790 - Le 26 février, un décret de l’Assemblée nationale fixe le nom, l’étendue, les limites et les districts des 83 départements. Corte devient l'un des neuf districts du département de la Corse. Le district est partagé en cantons (avant on disait pievi), le canton en communes. Le département de Corse est créé avec Bastia comme préfecture.
- 1793 - An II. la Convention divise l'île en deux départements : El Golo (l'actuelle Haute-Corse) dont fait partie Castirla, et Liamone (l'actuelle Corse-du-Sud) sont créés. La pieve de Golo devient le canton de Golo. La commune porte le nom de Castirla et intègre le canton de Golo, dans le district de Corte et le département d'El Golo.
- 1801 - Sous le Consulat[Note 5], la commune garde le nom de Castirla, est toujours dans le canton de Golo, dans l'arrondissement de Corte et le département d'El Golo.
- 1811 - Les départements d'El Golo et du Liamone sont fusionnés pour former le département de Corse.
- 1828 - Castirla passe dans le canton d'Omessa[20].

### Époque contemporaine

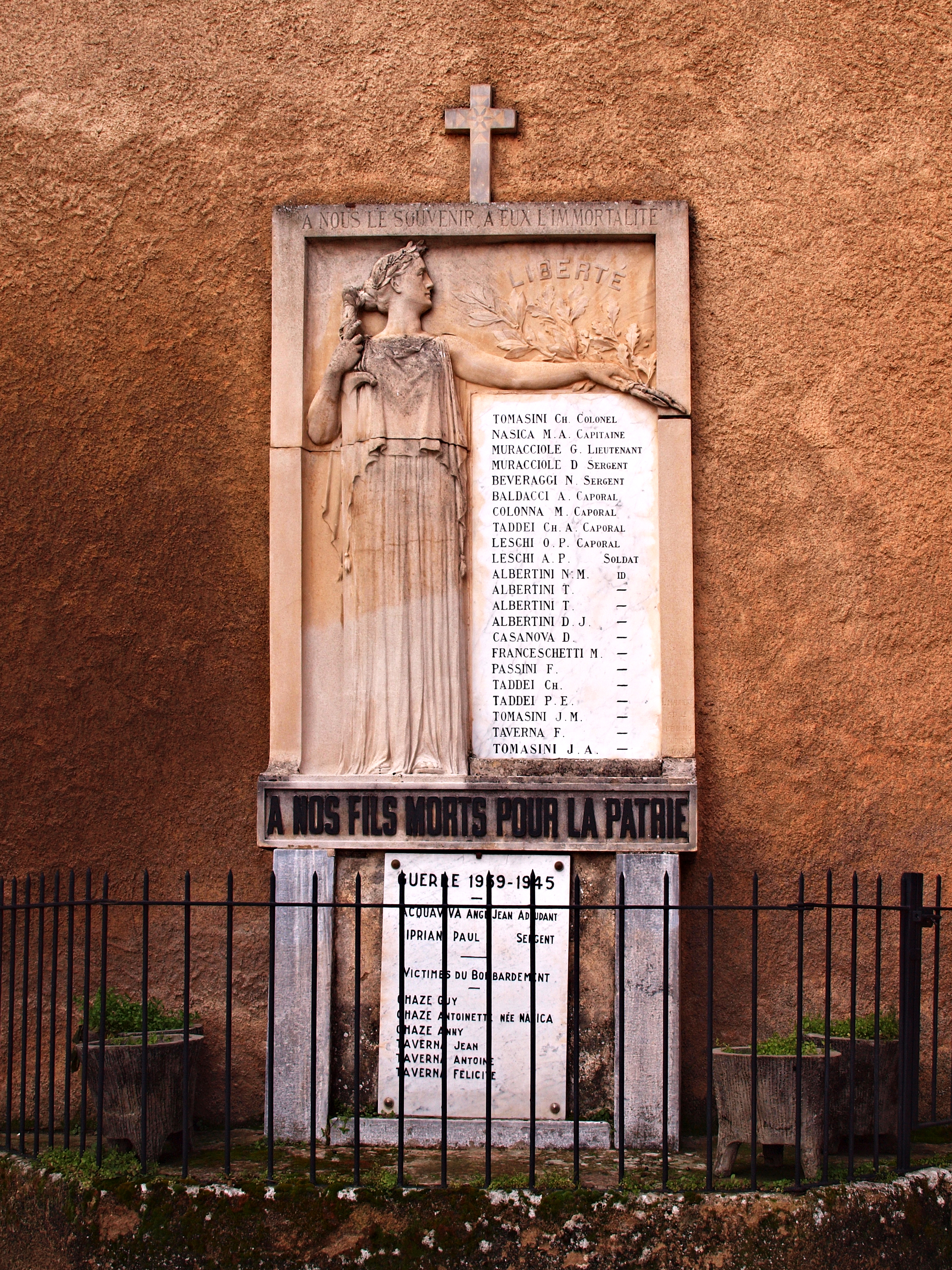
Monument aux morts.

Sous l'occupation en 1942, 2 des premiers membres de la mission secrète Pearl Harbour chargée de coordonner la résistance corse en vue du débarquement, sont passés par les montagnes et Castirla pour constituer un réseau dans la région de Corte.
En effet, ils étaient arrivés le 14 décembre avec Pierre Griffi et Roger de Saule, la nuit, dans l'anse de Topiti par le sous-marin Casabianca. Après avoir constitué un 1er réseau dans la région de Piana, Laurent Préziosi et Toussaint Griffi partirent constituer un 2e réseau. La présence très importante des troupes italiennes (1 soldat pour 2 habitants) les obligea à passer par les montagnes, conduits d'abord par les bergers de Marignana (famille Nesa). Ensuite, ils passèrent dans la forêt de Valdoniello, puis la Scala Santa Regina et traversèrent Castirla pour arriver à Corte avant le couvre-feu. Ils avaient parcouru dans la journée plus de 60 km.
- 1954 - Avec les communes de Castiglione, Omessa, Piedigriggio, Popolasca, Prato et Soveria, Castirla compose le canton d'Omessa, dans l'arrondissement de Corte.
- 1973 - Castirla est intégré au canton de Niolu-Omessa (chef-lieu Calacuccia), créé avec la fusion imposée des anciens cantons de Niolo et Omessa, lors du découpage administratif des nouveaux cantons entre 1971 et 1973.
- 1975 - L'île est à nouveau scindée en deux département. Castirla se trouve en Haute-Corse.

## Politique et administration

### Liste des maires
| Période                                  | Période  | Identité                  | Étiquette | Qualité       |
| ---------------------------------------- | -------- | ------------------------- | --------- | ------------- |
| 1848                                     | 1870     | Dominique Grimaldi        |           |               |
| 1871                                     | 1875     | Charles Nasica            |           |               |
| 1876                                     | 1877     | Dominique Grimaldi        |           |               |
| 1878                                     | 1879     | Jean Leschi               |           |               |
| 1880                                     | 1888     | Dominique Leschi          |           |               |
| 1889                                     | 1896     | Marcel Colonna            |           |               |
| 1897                                     | 1911     | Charles Nasica            |           |               |
| 1912                                     | 1929     | Dominique Leschi          |           |               |
| 1930                                     | 1936     | Ambroise Taddei           |           |               |
| 1936                                     | 1952     | Antoine Tomasini          |           |               |
| 1953                                     | 1975     | Félix Baldacci            |           |               |
| 1975                                     | 1990     | Marie Baldacci née Leschi |           |               |
| 1990                                     | 2001     | Jean-Marie Maestracci     |           |               |
| mars 2001                                | En cours | Jacques-André Tomasini    | DVG       | Fonctionnaire |
| Les données manquantes sont à compléter. |          |                           |           |               |

## Économie

### Centrale électrique de Castirla

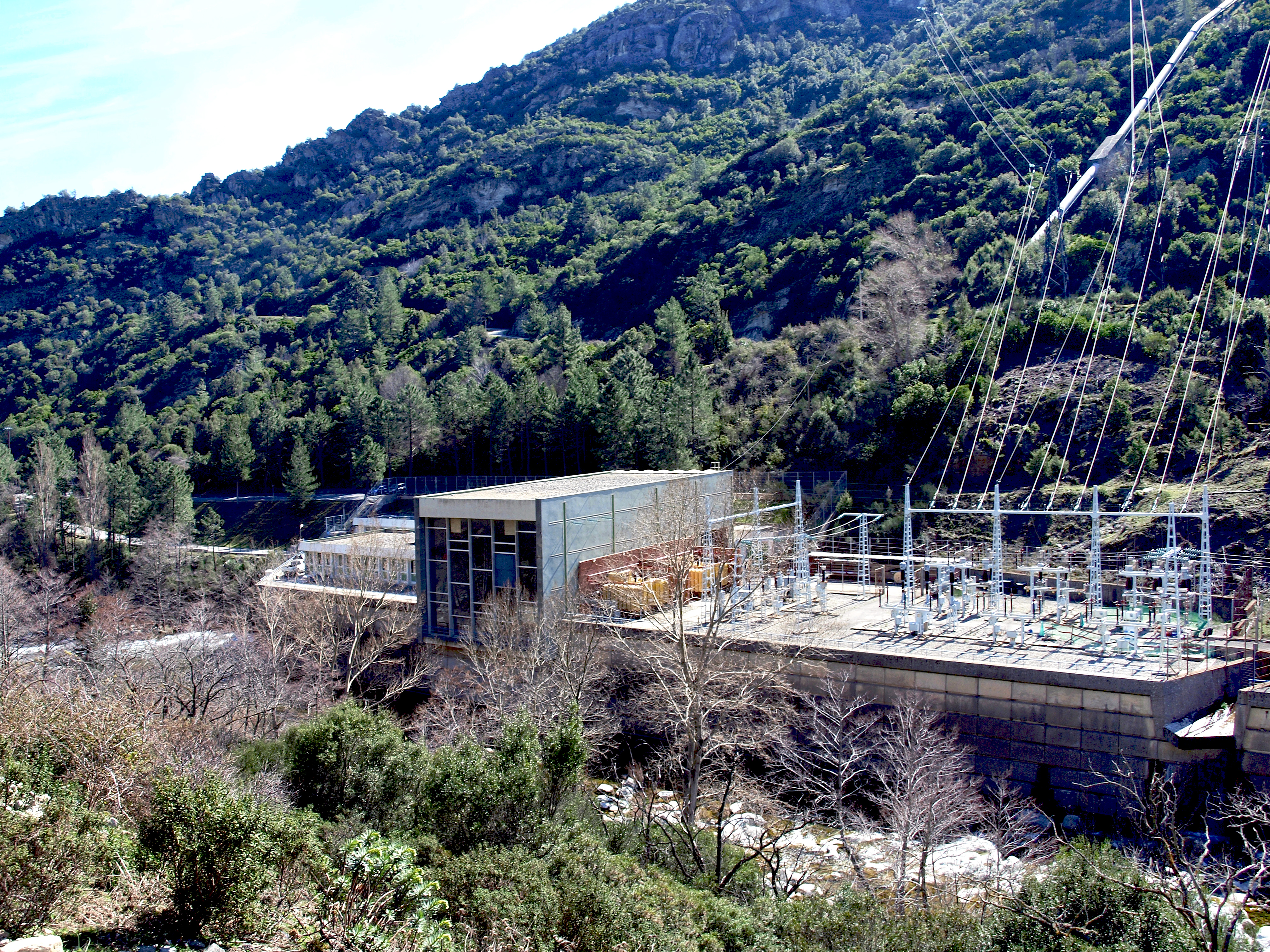
La centrale électrique de Castirla.

Castirla possède une centrale électrique à Ponte Castirla, en bordure du Golo. Le site produit de l'électricité par l'énergie hydraulique. Pour entrainer la turbine, la centrale est alimentée en eau par une galerie et une conduite forcée depuis le barrage de Corscia.

## Population et société

### Démographie
L'évolution du nombre d'habitants est connue à travers les recensements de la population effectués dans la commune depuis 1800. Pour les communes de moins de 10 000 habitants, une enquête de recensement portant sur toute la population est réalisée tous les cinq ans, les populations de référence des années intermédiaires étant quant à elles estimées par interpolation ou extrapolation. Pour la commune, le premier recensement exhaustif entrant dans le cadre du nouveau dispositif a été réalisé en 2004.

En 2022, la commune comptait 144 habitants, en évolution de −16,28 % par rapport à 2016 (Haute-Corse : +5,15 %, France hors Mayotte : +2,11 %).
| 1800 | 1806 | 1821 | 1831 | 1836 | 1841 | 1846 | 1851 | 1856 |
| ---- | ---- | ---- | ---- | ---- | ---- | ---- | ---- | ---- |
| 217  | 233  | 225  | 220  | 220  | 300  | 319  | 324  | 310  |

| 1861 | 1866 | 1872 | 1876 | 1881 | 1886 | 1891 | 1896 | 1901 |
| ---- | ---- | ---- | ---- | ---- | ---- | ---- | ---- | ---- |
| 313  | 303  | 300  | 315  | 289  | 285  | 315  | 288  | 316  |

| 1906 | 1911 | 1921 | 1926 | 1931 | 1936 | 1946 | 1954 | 1962 |
| ---- | ---- | ---- | ---- | ---- | ---- | ---- | ---- | ---- |
| 266  | 303  | 306  | 324  | 256  | 234  | 221  | 165  | 185  |

| 1968 | 1975 | 1982 | 1990 | 1999 | 2004 | 2006 | 2009 | 2014 |
| ---- | ---- | ---- | ---- | ---- | ---- | ---- | ---- | ---- |
| 185  | 206  | 184  | 145  | 186  | 168  | 169  | 190  | 167  |

| 2019 | 2022 | - | - | - | - | - | - | - |
| ---- | ---- | - | - | - | - | - | - | - |
| 159  | 144  | - | - | - | - | - | - | - |

### Enseignement
Tous les établissements scolaires (école maternelle, école primaire, collège et lycée) se trouvent à Corte, siège de l'Université de Corse Pascal-Paoli, ville distante de 9 km.

### Santé
Les hôpitaux les plus proches sont :
- le Centre hospitalier de Bastia à 63 km,
- le Centre hospitalier intercommunal Corte-Tattone à 13 km.

Les cabinets de médecins, infirmiers et autres du corps médical les plus proches sont situés à Corte (9 km).

### Culte
Deux édifices sont d'utilisation cultuelle catholique à Castirla : l'église paroissiale A Nunziata et la chapelle de Ponte-Castirla, qui relèvent toutes deux du diocèse d'Ajaccio.

## Culture locale et patrimoine

### Lieux et monuments
- Le monument aux morts.
- Pont génois de Querceto sur le ruisseau de Pedicinque[6].

#### Pont du Diable

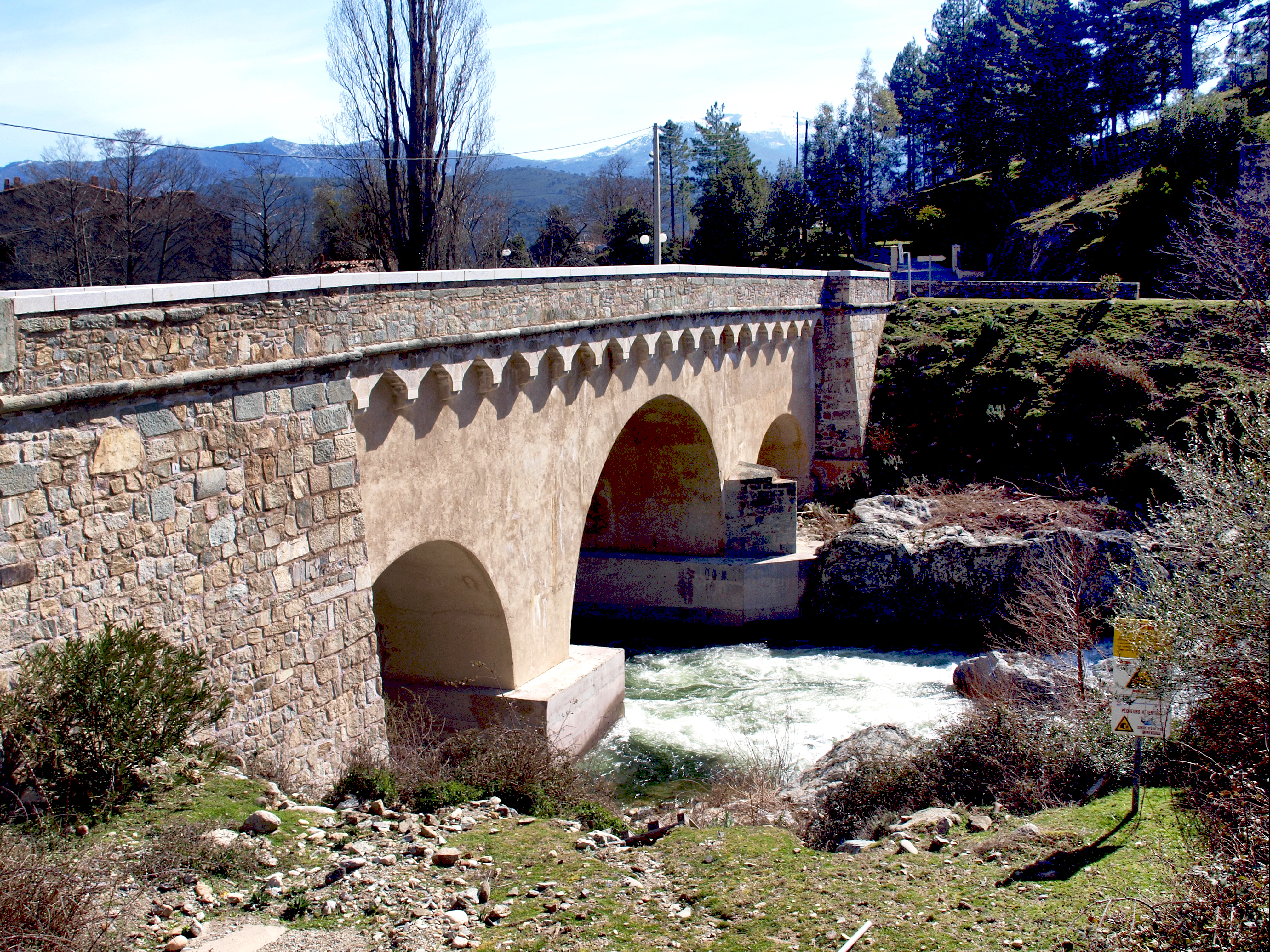
Le pont du Diable.

Le Pont du Diable est un pont génois à trois arches du XVe siècle ; il permet de franchir le Golo à Ponte Castirla. Il est repris à l'Inventaire préliminaire du patrimoine de la Corse (bâti) sur la base de territoires pertinents (micro-régions de la Corse).

#### ÉgliseSaint-Michel
Castirla possède une église à fresque, dite San Michele, qui a fait l'objet d'une campagne de restauration en 2011, avec un diagnostic archéologique. Les fresques datées du XVe siècle, représentent le Christ avec de part et d'autre le lion saint Marc et l'ange saint Jean. Datée du VIIIe siècle, elle pourrait appartenir au groupe pré-roman le plus ancien. C'est un édifice de plan rectangulaire prolongé par un chevet semi-circulaire, orienté sur un axe est/ouest, l'abside à l'est « vers Rome », la façade principale avec son portail vers l'ouest. La façade méridionale comporte une porte secondaire ainsi qu'une fenêtre. Le chevet présente dans sa partie supérieure une petite ouverture en forme de croix grecque percée pour donner un peu de lumière à l'intérieur. Sous cette croix, l'abside de plan semi-circulaire et élevé en demi-cylindre, surmonté d'une voûte quart de sphérique dite en cul-de-four, est percée à mi-hauteur d'une fenêtre-meurtrière. Un clocheton d'angle a été rajouté à une date plus tardive. La couverture est faite de lauzes.
L'église a été restaurée en 2011. Elle se trouve dans le cimetière communal. L'église Saint-Michel est classée au titre des Monuments historiques.
L'édifice renferme deux œuvres remarquables, classées au titre des Monuments historiques :
- un tableau Saint Michel terrassant le dragon avec son cadre, du XVIIe siècle[27],[Note 7] ;
- des peintures monumentales Le Christ en Majesté entouré du Tétramorphe, Les Apôtres, L'Annonciation, fresques du XVe siècle[28].

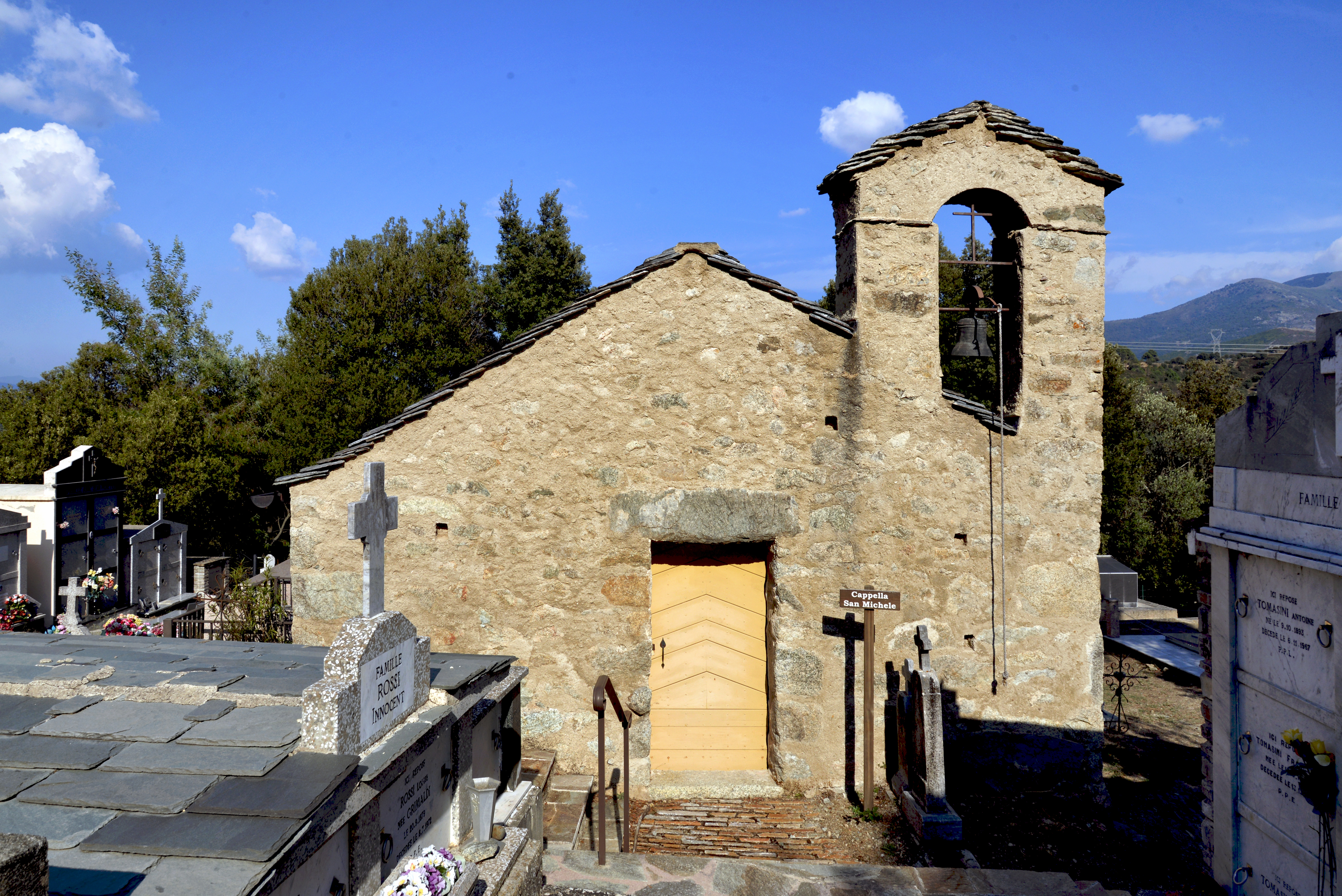
Façade principale (ou occidentale).
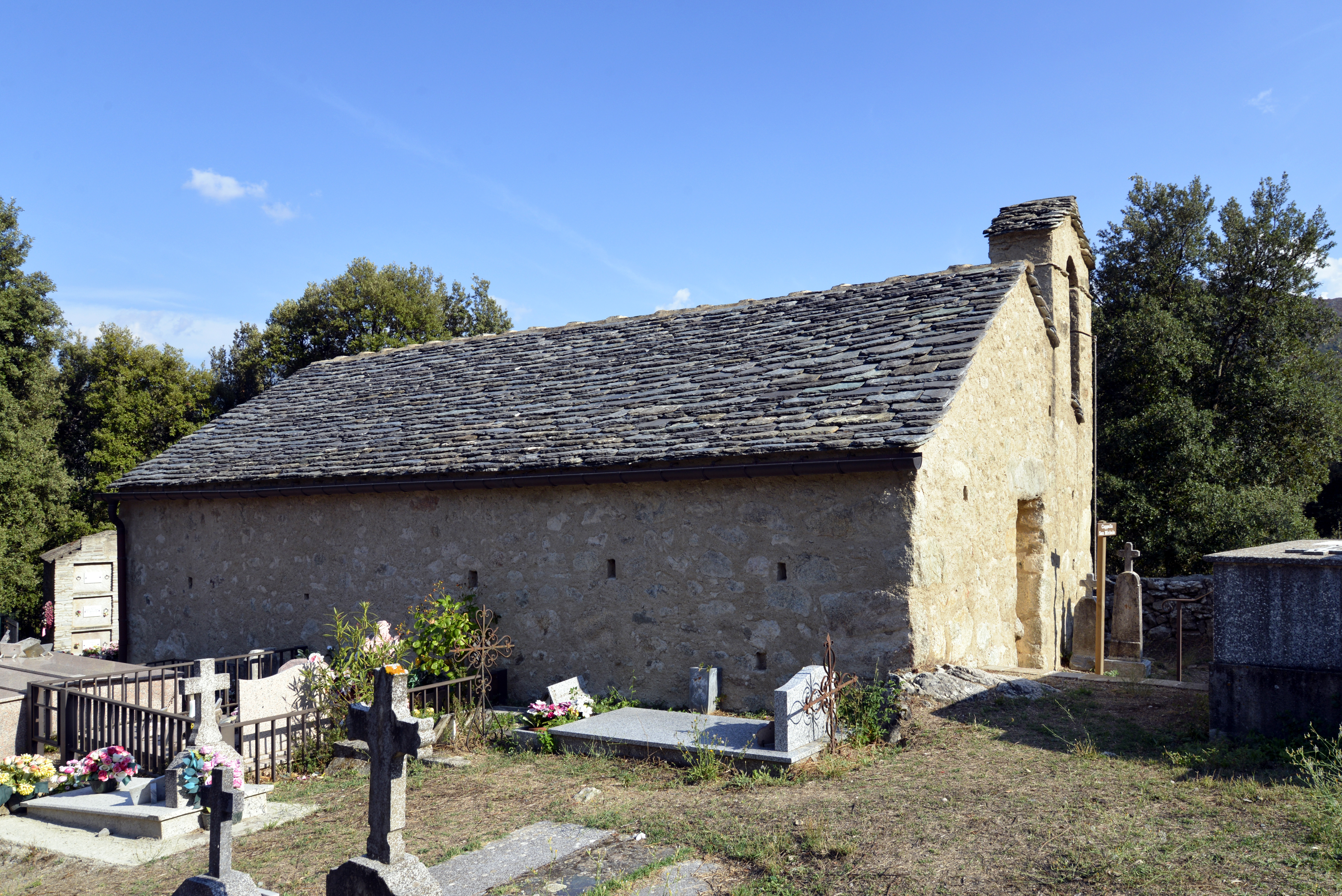
Façade nord.
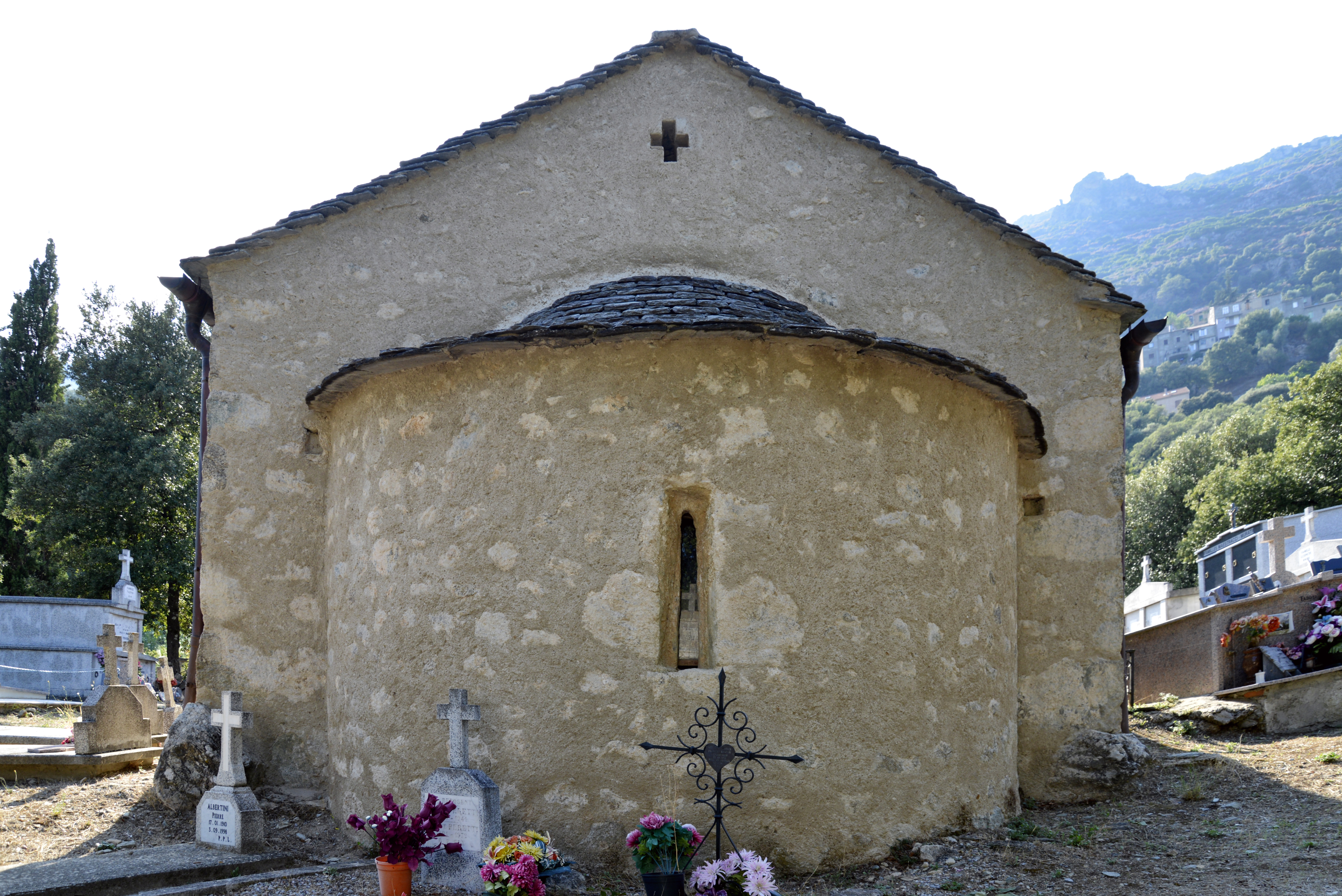
Chevet.
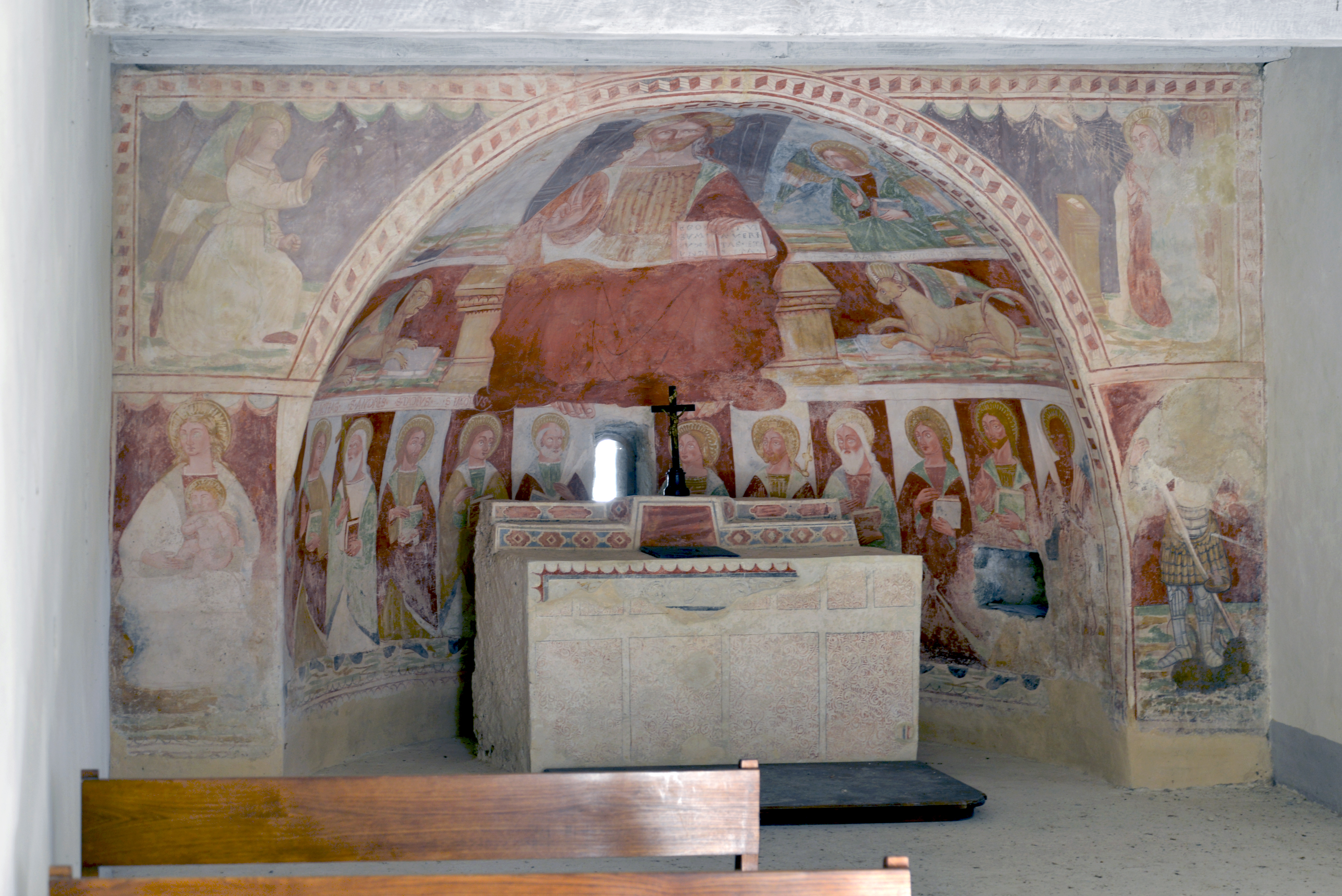
Intérieur.
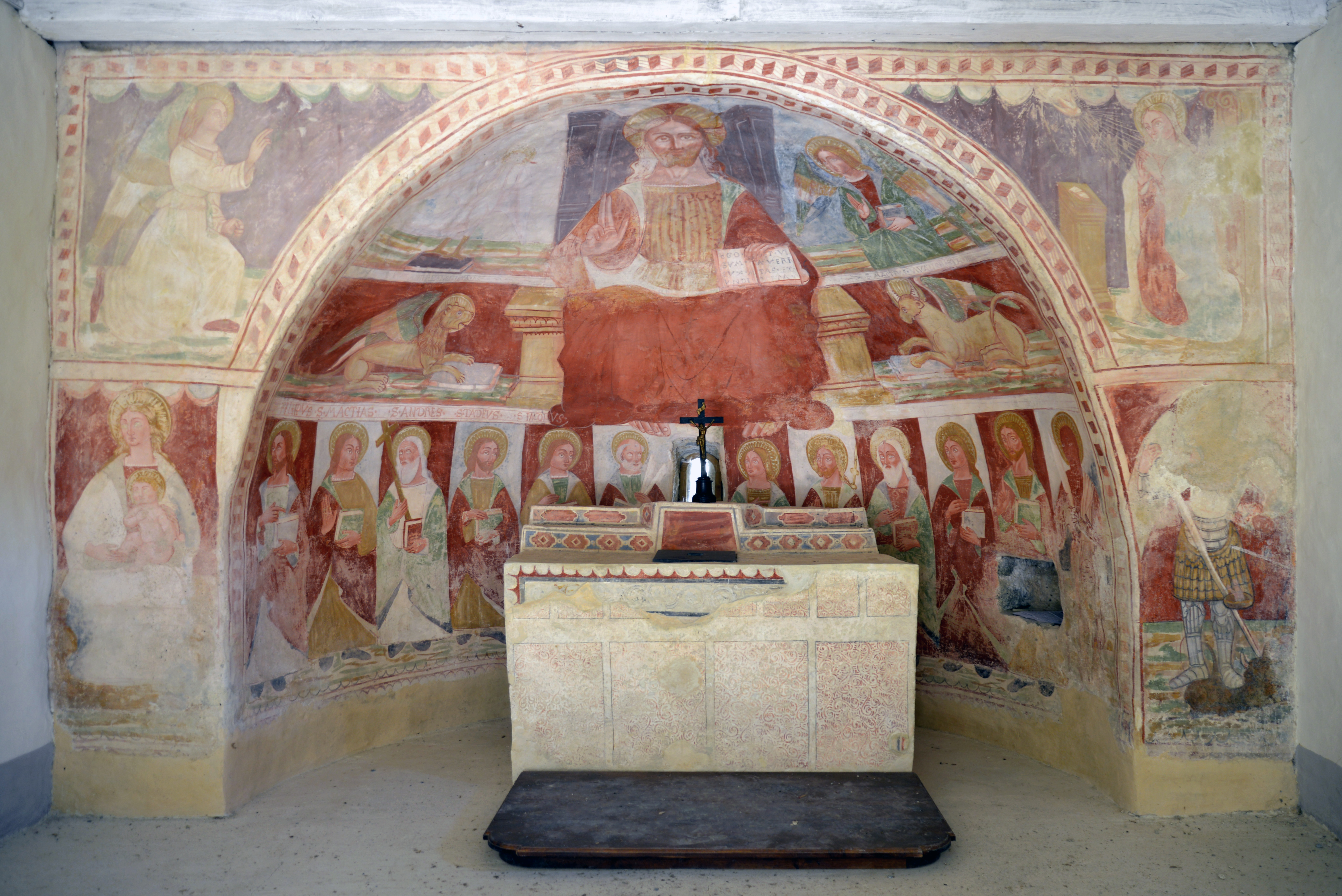
Fresques et autel.

#### Église paroissialede l'Annonciation
L'église de l'Annonciation, d'architecture baroque, dotée d'un clocher à quatre niveaux, située au cœur du village, date du XVIIIe siècle. Elle figurait sur le plan terrier de 1795. L'église a été remaniée et restaurée en 2012.
S'y trouvent trois œuvres remarquables, classées au titre des Monuments historiques :
- un tableau La Donation du Rosaire du XVIIe siècle[30] ;
- un meuble de sacristie en bois ciré de la fin du XVIIIe siècle[31] ;
- le maître-autel et le tabernacle, menuiserie sculpture du XVIIIe siècle[32].

#### Autres édifices religieux
- Chapelle de Ponte-Castirla, datée du XXe siècle.
- Chapelle Sant Angelo au sud-est de la commune.

### Patrimoine naturel

#### ZNIEFF
La commune est concernée par trois zones naturelles d'intérêt écologique, faunistique et floristique de deuxième génération :
Gorges de Scala di Santa Regina
Les « Gorges de Scala di Santa Regina » sont un défilé rocheux situé entre Ponte-Castirla et Corscia qui relie le sillon central de la région du Niolo. La zone couvre une superficie de 1 860 ha.
Forêt d'altitude de Corscia-Calacuccia
« Forêt d'altitude de Corscia-Calacuccia » est le nom donné à la zone d'une superficie de 1 314 ha concernant 3 communes : Corscia, Calacuccia et Castirla, qui comprend les versants boisés couvrant l'ubac de la vallée du Golo, au-dessus du barrage de Corscia et de la Scala di Santa Regina.
Crêtes et hauts versants asylvatiques du Monte Rotondo
La ZNIEFF « Crêtes et hauts versants asylvatiques du Monte Rotondo » est une zone d'une superficie de 19 709 ha, située au cœur de la chaîne montagnarde de la Corse et constituée par les crêtes et les hauts versants du massif du Monte Rotondo.

### Personnalités liées à la commune
- Henri Toivonen, pilote finlandais de rallye, mort en course sur cette commune en 1986.
- Sergio Cresto, copilote américain de rallye, mort en course sur cette commune en 1986.